# Barbara Nowakowska
Barbara Tomicka-Nowakowska z d. Galas (ur. 1935, zm. 14 kwietnia 2021) − polska działaczka podziemia w okresie stalinowskim, od 2004 roku honorowa obywatelka miasta Katowice.

## Życiorys
W 1953 podjęła publiczny sprzeciw wobec zmiany nazwy Katowice na Stalinogród. Wraz z Natalią Piekarską i Zofią Klimondą, uczennicami chorzowskiego IV LO im. Marii Skłodowskiej-Curie, posługując się czcionkami z dziecięcej drukarni oraz na pożyczonej maszynie do pisania, przygotowywały ulotki „Precz ze Stalinogrodem”, „Komuna to zaraza”, „Górnicy nie dajcie z siebie wyciskać potu” i rozrzucały je w środkach komunikacji oraz miejscach publicznych. Po zatrzymaniu i procesie, w którym dziewczęta były bite i zastraszane, zostały skazane 8 czerwca 1953. Barbarę Galas skazano na cztery lata więzienia. Sąd Najwyższy zmniejszył wyrok do trzech lat. Po odbyciu połowy kary, wyszła na zwolnienie warunkowe w październiku 1954 roku. Galas przeniosła się ze Śląska do Konina w Wielkopolsce.
Została zrehabilitowana i wyróżniona tytułem honorowego obywatela miasta Katowice w 2004.
W 2008 otrzymała Krzyż Oficerski Orderu Odrodzenia Polski.